# Podróż apostolska Franciszka do Luksemburga i Belgii
Podróż apostolska papieża Franciszka do Luksemburga oraz Belgii odbyła się w dniach 26 września–29 września 2024. 
Podróż ta obejmowała państwa: Luksemburg który odwiedził 26 września i Belgię od 26 do 29 września 2024. Papież Franciszek odwiedził cztery miasta: Luksemburg, Brukselę, Leuven i Louvain-la-Neuve.
Podczas wizyty w Belgii, na stadionie Króla Baudouina w Brukseli, papież dokonał beatyfikacji hiszpańskiej karmelitanki bosej Anny od Jezusa oraz zapowiedział rozpoczęcie procesu beatyfikacyjnego, byłego króla Belgii Baldwina I Koburga. 
Papież Franciszek był drugim papieżem odwiedzającym Belgię (wcześniej odwiedził ją Jan Paweł II w 1985 i w 1995 roku) oraz Luksemburg (wcześniej odwiedził go Jan Paweł II w 1985 roku).

## Program pielgrzymki[6][7]
- 26 września

O 805 papież wyleciał samolotem z Rzymu do Luksemburga. Przylot do Luksemburga nastąpiła o 1000 i tam na lotnisku odbyła się ceremonia powitalna papieża. O 1045 papież spotkał się z Wielkim Księciem Luksemburga Henrykiem; o 1115 z premierem Luksemburga Luciem Friedenem; o 1150 z władzami, korpusem dyplomatycznym i mieszkańcami Luksemburga; o 1630 z katolikami Luksemburga w katedrze Notre Dame. O 1745 odbyła się ceremonia pożegnalna papieża, po której pół godziny później papież odleciał samolotem do Belgii; przylot do Belgii i ceremonia nastąpił o 1910.
- 27 września

O 915 papież spotkał się z królem Belgii Filipem I; o 945 z premierem Belgii Alexandrem De Croo; o 1000 z władzami i mieszkańcami Belgii; o 1600 z nauczycielami Katolickiego Uniwersytetu Leuven.
- 28 września

O 1000 papież spotkał się z duchowieństwem Belgii w Bazylice Najświętszego Serca w Koekelbergu; o 1630 ze studentami Katolickiego Uniwersytetu w Lowanium; o 1815 z Towarzystwem Serca Jezusa w Kolegium Św. Michała.
- 29 września

O 1000 papież odprawił mszę świętą na stadionie im. Baldwina I, podczas której została dokonana beatyfikacja Anny od Jezusa. O 1215 odbyła się ceremonia pożegnalna papieża w bazie lotniczej Melsbroek, po której po godzinnym opóźnieniu papież odleciał samolotem do Rzymu. O 1500 samolot z papieżem wylądował na lotnisku w Rzymie.